# Peter Goldbaum
Peter Goldbaum (* 19. Februar 1916 in Danzig, Preußen; † 4. September 1981) war ein deutscher Produzent, Regisseur und Drehbuchautor.

## Leben
Goldbaum wurde in Danzig geboren. Er stammte aus einer jüdischen Familie, deren Name auf David Goldbaum, einen Gasthofbesitzer aus Grabow zurückgeht. Peter Goldbaum war das dritte von fünf Kindern aus der Ehe des Juristen Wenzel Goldbaum und seiner Frau Marie Alexander-Katz. Die Familie emigrierte 1933 nach Paris, seine Eltern zusammen mit den beiden jüngsten Kindern dann 1936 weiter nach Ecuador.
Peter Goldbaum ging zunächst nach England und dann in die Vereinigten Staaten, wo er als Drehbuchautor tätig war, unter anderem für Walt Disney Productions. Während des Zweiten Weltkriegs trat er im November 1941 in die US-Streitkräfte ein.
1955 kehrte Goldbaum zurück nach Deutschland, wo er in Berlin als Theateragent arbeitete. Er war viele Jahre als Regisseur und Schriftsteller tätig und hatte in München eine eigene Produktionsfirma gegründet. Aufsehen erweckte 1958 seine Absicht, eine „werkgetreue Verfilmung des Jud-Süß-Romans“ von Lion Feuchtwanger mit O. W. Fischer zu produzieren. Die Rechte zur Verfilmung hatte er bereits erworben. Das Projekt blieb unverwirklicht. Der Film Helden erhielt als Auszeichnung den Deutschen Filmpreis 1959 in der Kategorie „bester deutscher Spielfilm“ und den Wanderpreis Goldene Schale. Einige seiner deutschen Bearbeitungen schrieb Goldbaum für Bühne und für Fernsehen. 
Aus seiner Ehe mit der Schweizer Schauspielerin Elvira Schalcher (* 1926) ging eine gemeinsame Tochter hervor.

## Filmografie
- 1947: Winter Wonderland (Drehbuch zusammen mit David Chandler, Arthur Marx, Gertrude Purcell und Fred Schiller; R: Bernard Vorhaus)
- 1958: Helden (Produktion zusammen mit Harry R. Sokal; R: Franz Peter Wirth)
- 1959: Und das am Montagmorgen (Co-Produzent; Drehbuch zusammen mit Luigi Comencini, Franz Hoellering und John Boynton Priestley; R: Luigi Comencini)
- 1959: Ich schwöre und gelobe (Drehbuch zusammen mit Stefan Olivier und Hans Gruhl; R: Géza von Radványi)
- 1960: Gustav Adolfs Page (Produktion; Drehbuch zusammen mit Juliane Kay und Tibor Yost; R: Rolf Hansen)
- 1962: Finden Sie, daß Constanze sich richtig verhält? (Produktion; Drehbuch zusammen mit Charles Ferdinand Vaucher; R: Tom Pevsner)
- 1962: Heute kündigt mir mein Mann (Produktion; Regie zusammen mit Rudolf Nussgruber; Drehbuch zusammen mit Hans Gruhl)
- 1967: Ein Fremder klopft an (Love from a Stranger) (TV; deutsche Drehbuchbearbeitung; R: Kurt Früh)
- 1968: An einem Freitag in Las Vegas (Co-Produzent; R: Antonio Isasi-Isasmendi)
- 1970: Mord im Pfarrhaus (deutsche Übersetzung; TV; R: Hans Quest)
- 1971: Ein toller Dreh (deutsche Übersetzung; TV; R: Kurt Wilhelm)
- 1973: Black Coffee (deutsche Übersetzung; TV; R: Claus Peter Witt)
- 1978: Liebling, ich bin da! (deutsche Übersetzung; TV; R: Wolfgang Glück und Thomas Land)

## Bühnenstücke
Übersicht:
- Alfie (deutsche Bearbeitung der gleichnamigen Komödie von Bill Naughton)
- Bei Madame wird geläutet (deutsche Bearbeitung von Les Enfants de Coeur von François Campaux)
- Eine Frau in Gefahr (deutsche Bearbeitung von Peril at End-House von Arnold Ridley nach dem Roman von Agatha Christie)
- Frau Warrens Gewerbe (Libretto)
- Ein Fremder klopft an (deutsche Bearbeitung von Love from a Stranger von Agatha Christie und Frank Vosper)
- Die Geschichte von Abaelard und Heloise (deutsche Bearbeitung von Abaelard and Heloise von Ronald Millar nach dem Roman Peter Abaelard von Helen Wadell und den historischen Briefen von Heloise und Abaelard)
- Die Häuser meines Vaters (deutsche Neubearbeitung und Liedertexte von Widowers' Houses von George Bernard Shaw)
- Ein Joghurt für zwei (deutsche Übersetzung von The starving Rich von Stanley Price)
- Liebling, ich bin da! (schweizerdeutsch: Schatz da bin ich; deutsche und schweizerdeutsche Bearbeitung von Darling, I'm Home! von Jack Popplewell)
- Mord an Bord (deutsche Bearbeitung nach dem Roman Murder on the Nile von Agatha Christie)
- Mord im Pfarrhaus (deutsche Bearbeitung nach dem Roman The Murder at the Vicarage von Agatha Christie; dramatisiert von Moie Charles und Barbara Toy)
- Nellie und ihre Mitspieler (deutsche Bearbeitung von Nellie Toole & Company von Peter Keveson)
- Das Penthouse (deutsche Bearbeitung von The Meter Men von Conrad Scott-Forbes)
- Solche Frauen sind gefährlich (Libretto; Original: These Cats are dangerous von Burton Graham)
- Der Tag nach dem Fest  (deutsche Bearbeitung von The Day after the Fair von Frank Harvey nach dem Roman von Thomas Hardy)
- Teekessel-Revolte (deutsche Bearbeitung von Spring and Portwine von Bill Naughton)
- Ein toller Dreh (deutsche Bearbeitung von Uproar in the House von Anthony Marriott und Alistair Foot)
- Treibhaus-Romanze (deutsche Bearbeitung von A Boston Story von Ronald Gow nach einer Novelle von Henry James)
- Und wer sind Sie? (deutsche und schweizerdeutsche Bearbeitung von Room with a View von Jack Popplewell)
- Wie bringt man einen Playboy um? (deutsche Bearbeitung nach einer Übertragung von Kurt Spieler von How to kill a Playboy? von João Bethencourt)
- Wie in einem Spinnennetz (deutsche Bearbeitung von Spider's Web von Agatha Christie)
- Der Wohnblock (deutsche Bearbeitung von The Flats von John Boyd)